# 東京スーパーエンジェル
東京スーパーエンジェル（とうきょうスーパーエンジェル）は、1986年10月13日から1987年4月3日まで文化放送で放送されていたラジオ番組。プロ野球のシーズンオフ限定の番組で、月曜から金曜までの20:00 - 21:00の時間帯で放送されていた。

## 概要
「音楽番組のメッセージは、DJのトークではなく選曲で表現される」と言うことをモットーに、トークは控えるような形にしてジャンルを問わず選曲、主にリスナーからのリクエストや、トレンド等最近の情報を織り交ぜて進行されていた。当時新人だった女性歌手、タレントがパーソナリティを務めていた。なお、金曜の石川響子は1986年9月14日に決勝大会が行われた「スーパーエンジェルDJコンテスト」で1625人の中から選出されたパーソナリティで、当時マツダ東京支社の秘書室に勤務するOLであった。このコンテストの審査員は、林真理子、千倉真理、大森庸雄ら5人が務めた。
なお、NRN系列各局への当番組のネットについては、各局とも30分の短縮版が放送された。

## パーソナリティ
- 月曜：和田加奈子
- 火曜：網浜直子
- 水曜：今井美樹
- 木曜：鈴木保奈美
- 金曜：石川響子[注釈 1]

## ネット局
各ネット局の放送時間はいずれも、月 - 金曜 21:30 - 22:00。
- 山梨放送
- 北日本放送
- 北陸放送